# Ramenskoje
Ramenskoje (ryska Ра́менское) är en stad i Moskva oblast i Ryssland. Staden har 106 264 invånare år 2015.